# Rassenbeektocht
De Rassenbeektocht is een kanaal in de gemeente Zeewolde in de provincie Flevoland.
Het kanaal loopt van de Hoge Vaart (even ten oosten van de Stichtse Brug) naar het zuidoosten en eindigt in het Hulkesteinse Bos bij de Wielse Tocht. Het kanaal en de naastgelegen strook dienen als ecologische verbinding tussen enerzijds de Hoge Vaart en anderzijds het Hulkesteinse Bos en het aangrenzende Horsterwold. Op wat kleiner schaal vormt de Rassenbeektocht ook de ecologische verbinding tussen twee aan het kanaal grenzende natuurgebieden, het Gorzenveld aan de noordoostzijde bij de Gooiseweg en het Gruttoveld, dat ongeveer halverwege aan de zuidwestzijde van de Rassenbeektocht ligt. De gebieden worden beheerd door Het Flevolandschap.
Langs de Rassenbeektocht zijn twaalf windturbines gerealiseerd, die onderdeel zijn van een complex van in het totaal 36 turbines.

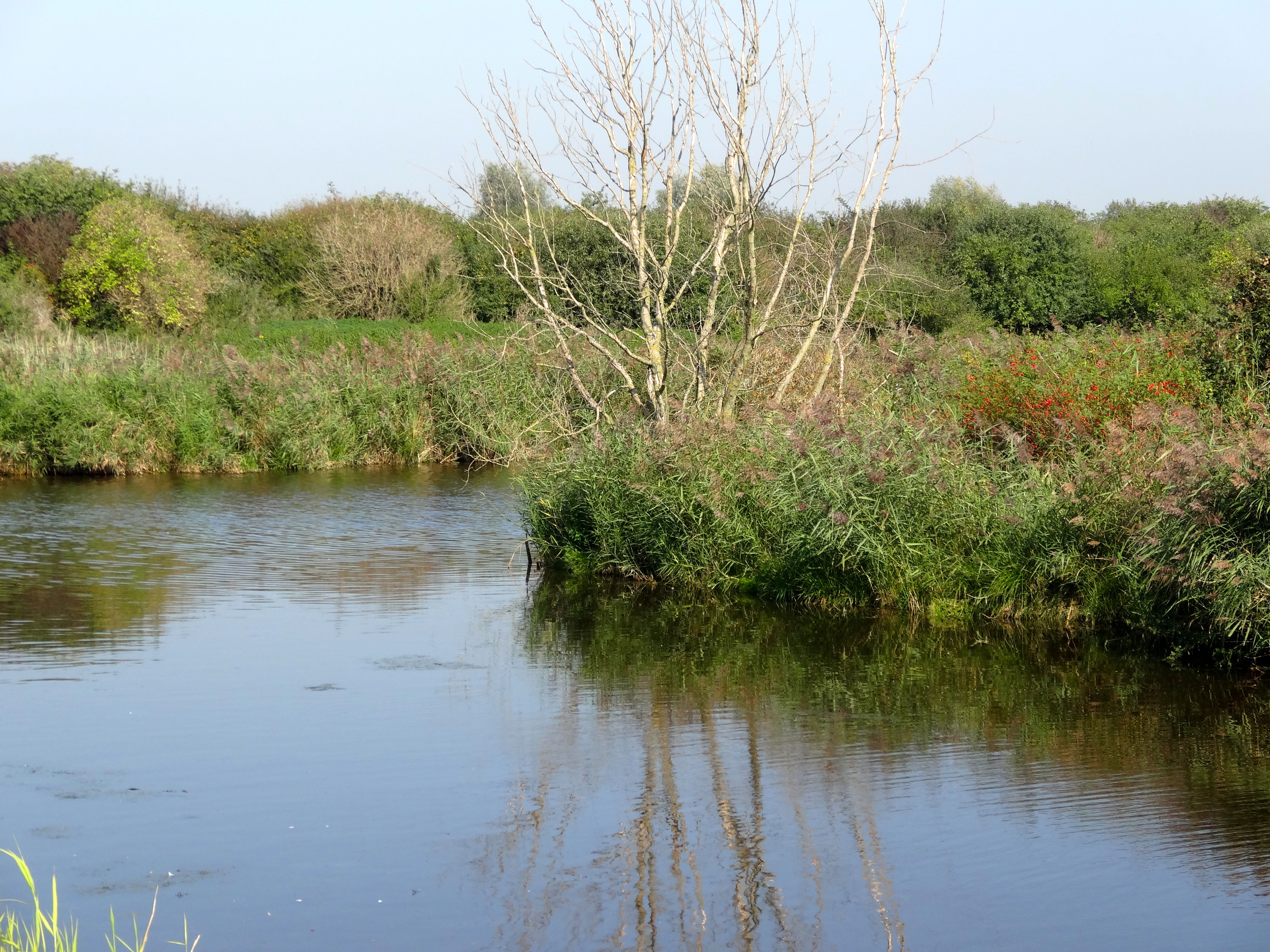
Het Gorzenveld en de Rassenbeektocht
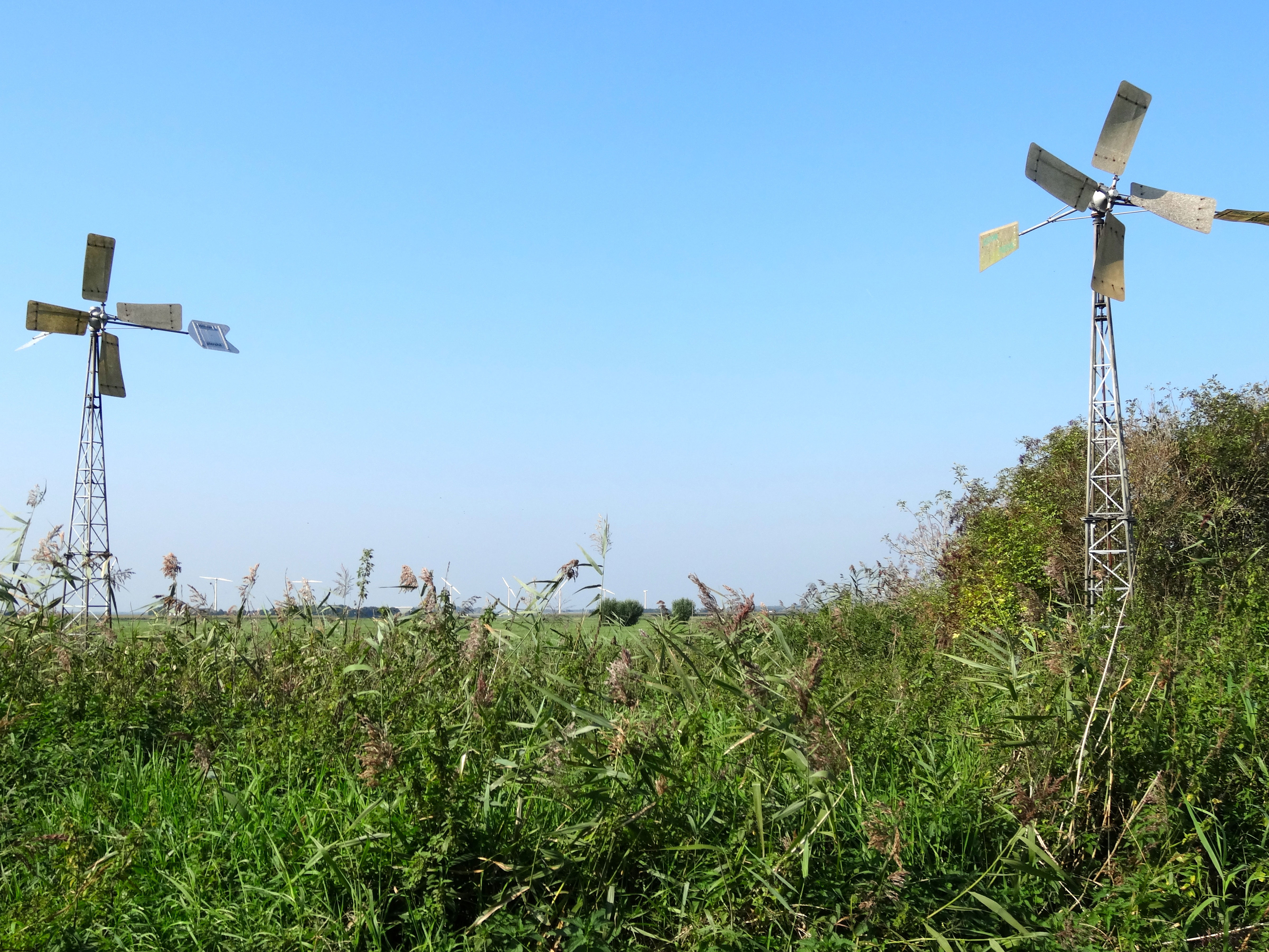
Het Gruttoveld bij de Rassenbeektocht